# 考利街4號
考利街4號是一棟位於英國倫敦西敏市的二級保護房屋，與唐寧街僅一街之隔。該建築有五層樓高，佔地面積為11,075平方呎。

## 歷史
1904年至1905年，建築師賀拉斯·菲爾德為英國東北鐵路公司的倫敦辦事處設計並建造了該建築。一個多世紀以來，這棟被稱作豪宅（Mansion House）的大型建築卻從未真正被作為住宅使用過。
1982年，英國自由民主黨接收了這棟大樓，直到2011年將其以約1400萬美元（約1115.5萬英鎊）的價格掛牌出售。
2013年，倫敦豪宅開發商Saigol DDC將其改建為住宅，並以將近4600萬美元（約3665萬英鎊）的高價掛牌出售，並引起國內外媒體爭相報導。